# آزار خیابانی
آزار خیابانی یا آزار جنسی در خیابان شکلی از آزار جنسی‌ست و به رفتاری گفته می‌شود که در فضاهای عمومی نسبت به یک فرد غریبه، بدون اجازه او، اعمال می‌شود. این رفتار می‌تواند شامل اظهار نظر، ایما و اشاره یا رفتاری فیزیکی باشد.  آزار خیابانی ممکن است به دلیل جنسیت، یا دریافت فرد از جنسیت خود، بیان جنسیت یا گرایش جنسی  نسبت به فرد اعمال شود. 